# Luiz Ferreira da Silva
Luiz Ferreira da Silva (Blumenau, 16 de agosto de 1938 – Balneário Piçarras, 19 de julho de 2017), mais conhecido como Chimboca, foi um economista, pedagogo, palestrista, historiador e escritor de livros infantis, sendo Membro Imortal da Academia de Letras do Brasil de Santa Catarina Seccional Balneário Piçarras.

## Biografia
É filho de José Ferreira da Silva, conhecido, entre outras coisas, por ser prefeito de Blumenau, escritor, jornalista e um dos fundadores da Ação Integralista Brasileira. Sempre sonhou em ser pedagogo. terminou os estudos básicos em Balneário Piçarras, e se formou em economia pela Fundação de Estudos Sociais do Paraná. Depois de formado, trabalhou na área comercial do setor de informática, sendo um dos pioneiros na área. Se mudou para Balneário Piçarras em 1988. Por causa de sua obra, foi nomeado cidadão honorário do município.
Foi autodidata em pedagogia, e passou a escrever livros infantis e dar palestras. Ele era crítico da educação brasileira, e escrevia livros sobre histórias locais dos municípios. Criou diversos programas de leitura, como o Programa LER & SABER, Iniciação e Incentivo à Leitura e Histórias da Minha Terra. Também foi responsável pela criação da coleção de livros Histórias para Ler e Contar.
Em 2007, foi um dos 40 selecionados do projeto Revelando os Brasis, onde produziu o curta-metragem Quando o Amor É Eterno, baseado na lenda das pedras gêmeas em Balneário Piçarras. Em 2009, se tornou membro do Instituto Histórico e Geográfico de Santa Catarina.

### Morte
Em 2017, passou por uma cirurgia no joelho, que gerou complicações de saúde. Foi internado por artrite séptica e acidente vascular cerebral isquêmico, falecendo no dia 19 de julho. Foi sepultado em Balneário Piçarras, e o governo local decretou luto de três dias. Também foi homenageado pela Academia de Letras Catarinense, pela Fundação Municipal de Cultura de Balneário Piçarras e pela Câmara Setorial de Literatura de Balneário Piçarras.

## Obras

### Livros
- Bolita Reciclada (2013)[4]
- O Menino e a Bruxa Fumaça (2013)[5]
- Curitiba (2010)[6]
- Guaramirim (2010)[7]
- Caieiras: Cidade dos Pinheirais (2009)[8]
- Itajaí (2009)[9]
- Navegantes (2009)[10]
- Vassouras - RJ, Cidade dos Barões do Café (2008)[11]
- Mimi: A Minhoca Infeliz (2008)[12]
- Quando o Amor é Eterno: Lenda das Ilhas Itacolomi (2008)[13]
- O Menino Fotógrafo (2008)[14]
- Cacá, Um Amigo Especial: Jogando Limpo com a Natureza (2008)[15]
- O Espantalho Amigo (2008)[16]
- Bobô, o Botinho Feliz: "Pensando com o Coração"[17]
- Piçarras, Contada por: Colomi, Um Índio Carijó Muito Simpático! (s/d)[18]

### Filmes
- Quando o Amor É Eterno (2013)[1]

## Ligações Externas
- Quando o Amor É Eterno (2013) no YouTube